# Брепта, Милослав
Милослав Брепта (чеш. Miloslav Brepta; 29 октября 1902 — 6 марта 1959) — чехословацкий яхтсмен, участник летних Олимпийских игр 1936 года в классе О-Йолле.

## Спортивная биография
В 1936 году Милосла Брепта принял участие в летних Олимпийских играх в Берлине. Чехословацкий спортсмен выступил в новом олимпийском классе «Олимпик» , заменив в последних двух гонках своего соотечественника Витежслава Павлоушека. Все участники соревнований выступали на лодках, предоставленных организаторами и названными в честь немецких городов. Брепта выступал на лодке «Мюнхен». В 6-й гонке чехословацкий спортсмен пришёл в финишу 22-м, а в заключительной седьмой 24-м. В общем зачёте пара Павлоушек — Брепта заняли заключительное 25-е место.